# Société historique Nicolas-Denys
La Société historique Nicolas-Denys est une association d'histoire acadienne fondée en 1969 au Nord-Est du Nouveau-Brunswick, au Canada.

## Mandat

Logo

D'après sa Constitution et Règlements, le but de la Société est de « réunir tous ceux qui veulent faire des recherches historiques concernant la région du Nord-Est du Nouveau-Brunswick ». Elle recueille les traditions orales et les documents dans un centre d'archives pour les rendre accessible aux chercheurs.

## Historique
Une première réunion est convoquée par Fidèle Thériault, au sous-sol de la Fédération des caisses populaires acadiennes, à Caraquet, le 20 septembre 1969. Lors de cette réunion, on suggère la création d'une société d'histoire pour la région. C'est le 19 octobre suivant que la Société historique Nicolas-Denys est officiellement fondée, lors d'une assemblée à l'Hôtel de Ville de Caraquet. On propose également qu'un bureau de direction temporaire soit formé. On retrouve donc comme président, Fidèle Thériault, Laura Pinet, secrétaire, François Blanchard, trésorier et Sr Corinne LaPlante, vice-présidente. Le nom de la société d'histoire est choisi le 17 novembre. On retient le nom de Nicolas Denys, en hommage à cet explorateur et homme d'affaires du XVIIe siècle.
En 1970, la Société d'histoire fait paraître sa première revue d'histoire. Dans ce premier numéro, qui ne compte que 20 pages, on retrouve des biographies et des documents inédits. La revue d'histoire est toujours publiée de nos jours et contient des sujets sur l'histoire et le patrimoine acadien.
Lors de sa première année d'existence, la Société d'histoire organise une expédition à Inkerman pour découvrir les restes d'un navire datant du XVIIe ou du XVIIIe siècle qui avait été aperçu une première fois en 1935, après qu'une tempête avait désensablé l'entrée du vieux goulet et qu'un canon fut trouvé sur place.
En 1973, grâce à une collaboration avec l'Université de Moncton, campus de Shippagan, le Centre d'archives et de recherche Mgr-Donat-Robichaud ouvre ses portes et se retrouve toujours dans l'édifice principal du campus.
En 1979, Mgr Donat Robichaud devient président de la société d'histoire. Il était l'un des membres fondateurs. Il demeure à ce poste pendant près de 20 ans. Il est également rédacteur de la revue d'histoire de 1991 à 2009. À la suite de son décès en 2009, il lègue ses archives à la société.
En 1981, la Société crée la Fondation François-Blanchard pour assurer la continuité de ses activités. Tous les dons en argent y sont investis et les intérêts servent à défrayer les coûts d'exploitation.
Pour aider les chercheurs, la Société d'histoire a préparé deux index au cours des ans. Le premier fut publié en 1994 et indexait les revues publiées de 1970 à 1979. Le second index fut publié en 2014 et regroupait les biographies et les articles publiés entre 1980 et 2013.
En 2008, le Collège communautaire du Nouveau-Brunswick, campus de Bathurst procède au lancement du site Web Trésors cachés, qui rend accessibles plusieurs documents originaux tirés des fonds d'archives de la Société d'histoire. Le site s’adresse également aux jeunes et aux éducateurs. On y retrouve des activités attrayantes et interactives qui ont pour but de faire des liens avec l’histoire acadienne.
À l'occasion du 50e anniversaire du Festival des pêches et de l'Aquaculture de Shippagan, Lucie Mallet, conseillère à la Société historique Nicolas-Denys, publie dans la revue d'histoire un long article sur ce festival, couvrant les années 1962 à 2011. Dans l'article, elle couvre tous les événements qui ont fait de ce festival, un rendez-vous populaire pour les résidents du Nouveau-Brunswick.
Le président actuel est Philippe Basque.

## Membres honoraires
- Mgr Arthur Gallien, 1970.
- Mgr Livain Chiasson, 1973.
- Fidèle Thériault, 1974.
- Dorothy Fitzgerald, 1977.
- Sr Corinne LaPlante, 2011.
- Victor Godin, 2012.
- Rose-Alma Chiasson, 2012.
- Laura Pinet, 2013.
- Louis Haché, 2014.
- Camille Haché, 2015.
- Éloi DeGrâce, 2016.
- Jacinthe Lessard, 2016.
- Odette Haché, 2017.
- Marcel Garvie, 2018.

### Liens et documents externes
- Société historique Nicolas-Denys
- Lancement de la revue d'histoire de la Société historique Nicolas-Denys, en novembre 2014, Conseil provincial des sociétés culturelles du Nouveau-Brunswick
- La revue d'histoire de la Société historique Nicolas-Denys consultable sur le site de la médiathèque de Loudun, France
- Yves Frenette, Envoyer et recevoir: lettres et correspondances dans les diasporas francophones, collection Culture française d'Amérique, Les Presses de l'Université Laval, Québec
- Trésors cachés d'Acadie, partenariat avec l'université de Moncton et plusieurs districts scolaires